# OVH Télécom
 (juin 2019).
OVH Télécom, société du groupe OVHcloud (précédemment OVH) est un fournisseur d’accès à Internet et de solutions[Quoi ?] téléphoniques à destination des entreprises françaises.

## Historique

### 2008
OVH, a une activité d’hébergeur Internet, et commercialise également une solution de téléphonie sur IP à (ToIP) destination des PME-PMI. La société devient un opérateur télécom à part entière, grâce à son expérience acquise dans le déploiement de réseaux de communications[non neutre]. Jusqu’à la fin de l’année 2010, OVH propose à tous ses clients historiques un test gratuit de la téléphonie, avec crédits d’appels illimités pour promouvoir les différents services VoIP.

### 2010
L’entreprise démarre son offre ADSL en s’appuyant sur les 20 NRA qu’elle a dégroupés dans la métropole lilloise et en collecte sur le reste de la France. Des offres SDSL viennent s’y ajouter. Ces offres Internet sont destinées aux professionnels dont le besoin se résume à accroitre leur bande passante, qu’elle soit essentiellement de haute qualité et accompagnée de services à forte valeur ajoutée. OVH est déclaré auprès de l’Arcep comme opérateur de communications électroniques, délivre des numéros de téléphone (SDA) géographique (01, 02, 03, 04 et 05), des numéros non-géographiques (09) et des numéros spéciaux (08).
OVH Télécom a également lancé le fax dématérialisé, une version écologique du fax qui passant par les mails ne nécessite plus de télécopieur.

### 2011
OVH Télécom lance « Nobox ! », conçue pour les clients qui souhaitent uniquement un accès ADSL via routeur, sans obtenir d’autres services imposés à un tarif très attractif. L’autre offre, intitulée « NoTV ! » permet l’accès à internet ainsi qu’une ligne téléphonique. Le plan de dégroupage se poursuit pour atteindre 180 NRA dans les grandes métropoles (Lyon, Marseille, Bordeaux, Paris) afin de couvrir un maximum de lignes en raccordement direct[réf. souhaitée].

### 2015
Lors de la 3e édition de l'OVH Summit, le groupe OVH annonce OverTheBox, une box pour résoudre les problèmes de vitesse de connexion des professionnels[non neutre]. Présentée par OVH Télécom comme la box qui doit les « gouverner toutes », OverTheBox permet d'agréger jusqu'à 4 connexions à Internet depuis le réseau local, quels que soient les opérateurs ou technologies (ADSL, VDSL, SDSL, câble ou fibre). Les capacités des connexions sont additionnées, les professionnels possédant plusieurs box internet utilisent leur bande passante dans sa totalité.

### 2016
OVH co-investit dans le nouvel opérateur télécom de gros KOSC Telecom. Dans ce contexte, OVH transfert les actifs réseaux OVH Télécom vers KOSC Telecom.

## Technologie VDSL2
Dès 2011, Octave Klaba, fondateur de l’entreprise, mise sur la technologie haut débit VDSL2, allant à contre-courant de l’Arcep et du marché en France. Ce choix est simple : pour faciliter la transition vers le Cloud, il faut des débits puissants[réf. nécessaire]. Mais la fibre n’étant pas étendue dans toute la France, le VDSL2 devient une alternative intéressante avec des investissements dix fois inférieurs. OVH intègre alors le comité expert du cuivre qui réunit une soixantaine de testeurs pour vérifier la faisabilité d’introduire cette technologie et confirme que le VDSL2 ne provoque pas d'interférences sur les lignes ADSL.
En 2013, L’Arcep officialise l’avis du Comité, pour étendre la VDSL2 sur le territoire français. OVH fait partie des premiers opérateurs à lancer le VDSL2 en France. Un pré-déploiement de la technologie s’est déroulé sur la région de Bordeaux suivi, le 1er octobre 2013, par un lancement national. OVH Télécom propose depuis le VDSL2 à tous ses clients éligibles sur ses NRA dégroupés dans les agglomérations de Lille, Paris, Marseille, Lyon et Bordeaux.
Le 27 octobre 2014 et à la suite de la décision de l’Arcep, les critères d’éligibilité se sont assouplis, autorisant l’ouverture nationale du VDSL2 aux lignes de distribution indirecte. Pour en bénéficier, la distance entre le NRA et la box ne doit pas excéder 1,5 km.

## Neutralité du web
OVH Télécom maintient une position en faveur de la neutralité du web, afin que les internautes puissent accéder au Web sans aucune restriction commerciale ou politique, sans différenciation à l’égard de la source ou du contenu publié.
Octave Klaba a soutenu cette neutralité, à la suite des polémiques entre certains FAI (Orange et Free) et des entreprises tels que Google, Netflix et Apple concernant des frais d’interconnexion et qui auraient entrainé le bridage de certains sites.